# Masacrul de la Menemen
Masacrul de la Menemen a avut loc pe 16 – 17 iunie 1919, în timpul ocupației grecești a orașului Menemen din vestul Turciei, la scurtă vreme după ce forțele elene au ocupat orașul învecinat Smyrna. 

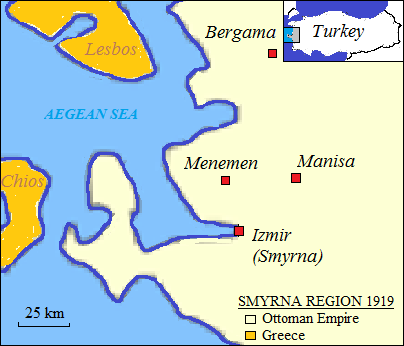

Prefectul otoman al Menemenului, Kemal Bei, și șase jandarmi care îl păzeau au fost asasinați de soldații greci, în dimineața primei zile. Aceasta a fost evenimentul declanșator al unei serii de atacuri împotriva populației civile din Menemen executate de către brigada cretană și o serie de complici locali, membri ai minorității elene din regiune. 
Numărul victimelor din rândul populației turce a orașului ucise doar în ziua de 17 iunie variază între 200 de persoane (în conformitate cu raportul din octombrie 1919 al Comisiei interaliate) până la 1.000, (în conformitate cu raportul delegației sosite în ziua de 18 iunie 1919). Căpitanul Charns, șeful delegației sosite pe 18 iunie, a constatat existența unui mare număr de victime din rândul populației turce și lipsa totală a victimelor în rândurile grecilor, militari sau civili. Raportul din octombrie 1919, pregătit de ofițeri britanici și medici englezi și italieni, a respins cifra de 1.000 de victime, pe care a considerat-o exagerată. Comisia a considerat că au fost uciși cel puțin 100 turci și a menținat rezultatul investigațiilor făcute a doua zi după masacru de către un ofițer francez, care afirma că au existat 200 de turci morți și 200 răniți.
Istoricul american Justin McCarthy respinge concluziile Comisiei interaliate, afirmând că masacrul a fost un act planificat, fapt dovedit de faptul că mai înainte să se declanșeze atacul, casele creștinilor au fost marcate cu cruci albe, nefiind afectate de jafuri și distrugeri. 
Amiralul britanic Somerset Gough-Calthorpe a susținut că mulți turci au supraviețuit atacului, că grecii au fost responsabili de întreaga tragedie, și că doar slaba lor coordonare i-a împiedicat să ucidă  mai mulți turci. Amiralul a mai afirmat că este posibil ca apariția unor ofițeri în zonă să fi temperat zelul grecilor.